# Baharagora
Baharagora là một thị xã ở quận Đông Singhbhum và tọa lạc ở góc Đông-Nam của bang Jharkhand, Ấn Độ. Thị xã này nằm ở bờ Đông Nam của sông Subarnarekha. Baharagora cách Jamshedpur 95 km. Đường quốc lộ Kolkata-Mumbai số 6 chạy qua nơi này. Quốc lộ 33 nối NH-6 tại Baharagora và NH-2 tại Barhi, Jharkhand.
Dù ngôn ngữ chính thức của bang là tiếng Hindi, ngôn ngữ địa phương là một sự pha trộn giữa tiếng Bengal và tiếng Oriya.
Baharagora tọa lạc tại tọa đột 22° 16' 60" Vĩ Bắc & 86° 43' 00" độ Kinh Đông. Độ cao trung bình 78 m.

## Những người nổi tiếng
- Kesari Mohan Upadhyaya (Người đấu tranh cho tự do)
- Parameshwar Mishra (Người đấu tranh cho tự do)
- Tarapada Sarangi (Nhà giáo dục và Nhà cải cách xã hội)
- Haradhan Ghosh (Nhà giáo dục và Nhà cải cách xã hội)
- Dr. Dinesh Sarangi (MLA & Bộ trưởng Y tế đầu tiên của Jharkhand)
- Ardhendu Sarangi (IAS and Chief Election Officer of Orissa)

## Các trường trung học và cao đẳng
- Cao đẳng Baharagora, Baharahora
- Trường PTTH Baharagora, Baharagora
- Trường PTTH Khandamouda, Khandamouda
- Trường PTTH Manusmuria, Manusmuria
- Trường PTTH Parulia, Parulia
- Trường PTTH Kesharda, Kesharda
- Trường PTTH Kumardubi Darkhuli, Kumardubi
- Saraswati Vidya Mandir, Baharagora
- Trường PTTH Kaimi Hindi, Kaimi

## Nơi tham quan
- Chitreshwer Shiv Mandir - 12 K.m.
- Mỏ Jyoti Pahari Kynite – 5 K.m.
- Manus Muria Jaiguru Sanstha - 15 K.m.
- Saljhatia Shiv mandir -9 K.m.